# Кунгак
Кунгак (баш. Көнгәк) — деревня в Кунгаковском сельсовете Аскинского района Республики Башкортостан России. Центр Кунгаковского сельсовета.

## Географическое положение
Расстояние до:
- районного центра (Аскино): 60 км,
- ближайшей железнодорожной станции (Чернушка): 150 км.

## История
В «Списке населенных мест по сведениям 1870 года», изданном в 1877 году, населённый пункт упомянут как деревня Кунгак 1-го стана Бирского уезда Уфимской губернии. Располагалась при речке Кунгаке, между правой стороной Кунгурского почтового тракта и левой — Сибирского почтового тракта из Уфы, в 159 верстах от уездного города Бирска и в 55 верстах от становой квартиры в селе Аскине. В деревне, в 76 дворах жили 476 человек (251 мужчина и 225 женщин, татары), были мечеть, водяная мельница.
По сведениям переписи 1897 года, в деревне Кунгак Бирского уезда Уфимской губернии жили 841 человек (403 мужчины и 438 женщин), из них 835 мусульман.

## Население
| 2002 | 2009 | 2010 |
| ---- | ---- | ---- |
| 718  | ↘680 | ↘602 |

Согласно переписи 2002 года, преобладающая национальность — татары (75 %).

## Религия
В деревне есть мечеть.